# Banu Kalb
Els Banu Kalb (àrab: بنو كلب, Banū Kalb) eren una tribu àrab que vivia majoritàriament al desert i l'estepa del nord-oest d'Aràbia i el centre de Síria. Al segon quart del segle vi el cap era Zuhayr ibn Djabab, al que Abraha va enviar a sotmetre als Bakr (bakrites) i Taghlib (taghlibites). Els kalbites es van estendre cap al Djawf i cap a Síria fins Haran; després es van estendre per l'Iraq arribant fins a Fars, i per l'altre costat fins a Egipte. A Síria van estar sota autoritat dels reis gassànides, vassalls romans d'Orient, i es van convertir al cristianisme monofisita.

## Història

### Conversió a l'islamisme
El 627 Mahoma va enviar una expedició contra Dúmat al-Jàndal, un dels llocs on estaven establerts, i el cap al-Asbagh ibn Amr es va convertir. El 639 una delegació dels Kalb va anunciar al Profeta la seva conversió però van evitar participar en la conquesta de Síria. D'acord amb el hadit, estigueren entre els primers a seguir als Sufyani. Sota el califa Uthman ibn Affan es va formar una aliança matrimonial, i el califa es va casar amb una kalbita de nom Naila bint al-Farafisa. Com que els kalbites eren element molt important a Síria, Muàwiya I es va casar amb Maysun bint Unayf, el pare de la qual era un noble kalbita; els kalbites van ser el seu suport contra Alí ibn Abi Tàlib; així les tribus kalbites i de retruc els iemenites van esdevenir la força dirigent a Síria sota Muàwiya I i el seu fill Yazid I.
Els Banu Kalb i els Qays Aylan van donar suport a interessos polítics oposats després de la mort de Yazid I. Els kalbites a favor dels omeies i els qaysites per Abd-Al·lah ibn az-Zubayr. El seu cap Hassan ibn Màlik ibn Bahdal va obtenir privilegis de Marwan I (684–685) a més de la confirmació dels que havien gaudit fins aleshores: 2.000 kalbites rebrien 2.000 dírhams anuals pel manteniment de les forces (i si el designat beneficiari moria passava al seu fill o cosí) i se'ls havia de consultar per tots els afers importants. Els kalbites i en general els iemenites van ser decisius en la victòria a la batalla de Marj ar-Ràhit del juliol del 684.
El 686 els qays van prendre venjança quan Umayr ibn al-Hubab as-Sulamí, cap dels qaysites a l'exèrcit sirià, va desertar i va donar la victòria als iraquians. Umayr es va refugiar amb el xeic dels qays, Zufar ibn al-Harith al-Kilabí, que dominava Karkisiyya; en endavant es va produir una contínua lluita entre kalbites i qaysites desenvolupada en forma d'incursions anomenades diada o ayyam. La iniciativa fou dels qaysites que van fer atacs al desert de la Samawa (entre Síria i Iraq); els kalbites anaven manats per Humayd ibn Hurayth ibn Bahdal, i van fer contraatacs, però la constant pressió qaysita els va aconsellar emigrar cap al-Ghawr a Palestina, i es va establir a Síria la supremacia dels qays. Els qays es van enfrontar llavors als Banu Fazara de la Djazira i els van derrotar en la batalla de Banat Kain. El califa Abd-al-Màlik ibn Marwan (685–705) va dictar diverses mesures encertades que van posar fi a aquestes incursions i Banat Kayn fou la darrera ayyam o diada. Els fazara van emigrar al Magreb.

### Guerres omeies
El 750 en la guerra civil entre omeies i abbàssides, dos mil kalbites enviats en suport de Salm ibn Kutayba, governador omeia de Bàssora, es van passar als abbàssides; es pensa que podria ser una revenja perquè Marwan II se suportava ara principalment en els qaysites; però encara durant l'any els kalbites van estar amb Abu l-Ward ibn Kàwthar, governador de Kinnasrin i l'omeia Abu Muhammad (descendent de Muàwiya I) quan es van revoltar davant les crueltats del cap militar i príncep abbàssida Abd-Al·lah ibn Alí. Aquest va marxar contra els rebels i els va derrotar prop de Mardj al-Akhram.
Sota Harun ar-Raixid, Damasc fou teatre de l'enfrontament entre kalbites i iemenites d'un costat, i qaysites i mudarites de l'altre, causada per la simpatia de les tribus àrabs de Síria pels omeies; aquest conflicte va durar del 790 al 796 amb un rebrot el 828.

### Declivi
Progressivament els kalbites van perdre importància; com a tribu beduïna van fer atacs aïllats contra el govern abbàssida: el 884 van participar en la revolta d'Homs contra el governador al-Fadl ibn Karin, en què foren derrotats pel general Musa Bugha al-Kabir, que va recuperar la ciutat. El 901 els kalbites van donar suport al dai càrmata Yahya ibn Zakrawayh. Van atacar per sorpresa a l'exèrcit del califa al-Mútadid (892-902) i van matar al general Subk al-Daylami i van entrar a Damasc on van cremar la mesquita d'al-Rusafa, ocupant pel camí diverses viles. El senyor de Damasc, Tughdj ibn Djuff va quedar assetjat però fou rescatat per un exèrcit enviat des d'Egipte sota la direcció de Badr al-Kabir, un esclau d'Ibn Tulun, i Ibn Zakrawyah va morir en combat. Els kalbites van donar llavors suport al germà del difunt, el dai al-Husayn ibn Zakrawayh, que fou tan poderós que va derrotar els egipcis i als contingents d'Homs i altres províncies i va fer llegir la khutba en nom propi el 902 com amir al-muminin a tot Síria, però el general abbàssida Muhammad ben Sulayman va arribar a la zona i el va derrotar i executar el 903.
Llavors els kalbites van donar suport a un altre dai càrmata de nom Abu Ghanim Nasr, atacant des de Bàssora a Damasc; tropes de Damasc se'ls van unir i van derrotar Ibrahim ibn Bughamardi, governador d'al-Urdunn; al-Muktafi va enviar a la zona al general Husayn ibn Hamdan; els càrmates es van moure cap a la Samawa (el desert entre Síria i Iraq) i Hit, que van saquejar; un exèrcit manat per Muhammad ibn Ishak ibn Kundadjik els va anar a trobar i llavors els kalbites van trair al cap càrmata Abu Ghanim Nasr, al que van matar i van donar el seu cap al califa com a símbol de lleialtat.
El 996 els kalbites dirigits per al-Nimr ibn Kasit, aliats als asad, van derrotar Husayn ibn Hamdan, governador de Mossul i el van empaitar fins a Alep; al cap d'uns mesos el governador va derrotar a kalbites i tayyites però va acabar presoner. Durant el regnat del califa al-Mústarxid (1118-1135), Dubays ben Sadaka el mazyàdida va fugir de Bagdad i va buscar refugi amb els beduïns kalbites però aquestos el van fer presoner (6 de juliol de 1131) i el van entregar al califa.